# Język oroczański
Język oroczański, także: oroczi, oroczyński – prawie wymarły język tunguski z dalekowschodniej Rosji.
W 1989 r. podano, że ma 150 użytkowników. Według danych z 2010 r. posługuje się nim 8 osób.
Rodzima nazwa tego języka to naani.

## Dialekty
Ethnologue wyróżnia dwa dialekty:
- oriczen
- tez (tazy)